# Kapitaalverhoging
Bij een kapitaalverhoging verhoogt een onderneming haar kapitaal door bijkomende aandelen uit te geven, bijvoorbeeld om een belangrijke investering te kunnen financieren.
Er zijn verschillende manieren waarop een bedrijf dit kan doen:
- De bestaande aandeelhouders krijgen naar rato van hun aandelen, een aantal 'rechten' waarmee ze voor een bepaalde prijs de nieuwe aandelen kunnen kopen. Die bepaalde prijs ligt altijd een stuk onder de koers van het aandeel voor de kapitaalverhoging, dit noemt men de 'korting'.
- Het bedrijf geeft converteerbare obligaties uit, welke worden terugbetaald als een obligatie wordt omgezet in nieuwe aandelen.

## Voorbeelden

### Nyrstar
Er was een kapitaalverhoging bij mijnverwerker Nyrstart met ex-datum 25 februari 2011. Iedereen die bij de slotbel van 24 februari 2011 aandelen Nyrstar in bezit had, kreeg per bestaand aandeel Nyrstar één 'recht' uitgekeerd. Tot 11 maart had je de mogelijkheid om met die rechten in te gaan op de kapitaalverhoging. Met 10 'rechten' kon je 7 nieuwe aandelen Nyrstar kopen voor de prijs van 7€. De 'rechten' werden ook verhandeld op de beurs, wat noodzakelijk is om fracties die geen veelvoud zijn van 10 toch te valoriseren. Ook als je niet wenste in te gaan op de kapitaalverhoging kon je deze rechten ook verkopen.
Omdat aandelen van Nyrstar op de dag voor de kapitaalverhoging nog gewaardeerd werden aan 11.54€ (slotkoers op 24 februari) lijkt dit een 'koopje', maar net zoals bij een dividenduitkering past de koers van het aandeel zich hier heel snel aan aan. 
```
  10 oude aandelen aan   11.54 €
 + 7      aandelen aan    7.00 €
geeft  17 aandelen voor 164.40 €  
of een theoretische openingskoers 164.40/17 = 9.67 €
```

```
de theoretische openingskoers van de 'rechten' kan als volgt berekend worden: 
* Effectieve korting op een nieuw aandeel 9.67 € - 1 € = 8.67 €
* 10 'rechten' voor 7 aandelen nodig →  prijs van één 'recht' = 8.67*7/10 = 6.07 €
```

Ter info: De werkelijke openingskoers van het aandeel Nyrstar op 25 februari 2011 was 10.16 €. Het is niet mogelijk te weten of deze afwijking van de theoretische openingskoers (9.67 €) te wijten is aan marktinefficienties of aan een hoger ingeschatte waardering van het bedrijf op 25 februari t.o.v. 24 februari. Merk wel op dat de slotkoers van 25 februari (9.62 €) wel dichter bij de theoretische waarde ligt.